# 傅聪 (外交官)
傅聪（1965年6月—），男，中华人民共和国外交官，现任中华人民共和国常驻联合国代表、特命全权大使。2022年至2024年担任中国驻欧盟使团大使。

## 生平
1987年，进入中华人民共和国外交部工作，先后在外交部国际司、常驻联合国日内瓦办事处和瑞士其他国际组织代表团、常驻维也纳联合国和其他国际组织代表团、外交部军控司任职，后任至外交部军控司副司长。
2004年，任新疆维吾尔自治区人民政府外事（侨务）办公室副主任。
2005年，任常驻日内瓦代表团参赞，后升任公使衔参赞。
2007年，任联合国世界卫生组织总干事顾问。
2013年，任外交部网络事务协调员。
2015年2月，接替吴海涛出任中国常驻联合国日内瓦办事处和瑞士其他国际组织副代表、特命全权裁军事务大使。
2018年，任外交部军控司司长。2022年12月，接替张明出任中华人民共和国驻欧盟使团团长至2024年3月离任。
2024年4月，接替张军出任中华人民共和国常驻联合国代表。

## 言论
2023年2月8日，身为中国驻欧盟使团团长的傅聪大使出席欧盟智库欧洲政策中心（European Policy Center）举办的“60分钟吹风会”，与主持人、知名学者莎达（Shada Islam）对话交流，并回答现场观众提问。交流中，傅聪表示：“现在我们正在讨论制度型开放，这意味着外国企业将参与标准和规章制度的制定，将以更可预测和更具法律保障的方式参与中国经济。这些对外国企业来说都是利好消息。所以中国的大门不存在关闭的风险，这就是我想传达的信息。”

## 家庭
已婚，有一女。